# Stephen Kiesle
Stephen Kiesle (* 14. Februar 1947 in Indianapolis, Indiana) ist ein ehemaliger US-amerikanischer katholischer Priester, der als Sexualstraftäter bekannt wurde. 1978 wurde er als Priester im Bistum Oakland wegen sexuellen Kindesmissbrauchs zu einer dreijährigen Bewährungsstrafe verurteilt, 1987 wurde er laisiert. 2002 wurde er erneut wegen Kindesmissbrauchs angeklagt und 2004 zu einer sechsjährigen Haftstrafe verurteilt. 2005 wurden acht Opfer Kiesles vom Bistum Oakland entschädigt. 2010 und 2020 klagten weitere Opfer Kiesles gegen das Bistum Oakland.

## Biografie
1972 wurde Kiesle zum Priester geweiht. 1978 wurde er im Alter von 31 Jahren im Bistum Oakland verhaftet und wegen Kindesmissbrauchs in zwei Fällen angeklagt, die Opfer waren zwei Jungen im Alter von 11 und 12 Jahren. Der Bischof von Oakland, John Stephen Cummins, verbot Kiesle umgehend die Amtsausführung (Suspension). Kiesle entschied sich, das ihm vorgeworfene Vergehen („unzüchtiges Verhalten“) vor Gericht weder abzustreiten noch zu bestätigen („no contest“), und wurde zu einer dreijährigen Bewährungsstrafe verurteilt.
Nach der dreijährigen Bewährungsfrist bat Kiesle 1981 um seine Entlassung aus dem Priesterstand. Das Bistum leitete das Gesuch an den Vatikan weiter, Bischof Cummins befürwortete Kiesles Entlassung in einem Schreiben an Papst Johannes Paul II. Nachdem die Glaubenskongregation im November 1981 Cummins um mehr Informationen gebeten hatte, antwortete Cummins im Februar 1982 mit einem Schreiben an Joseph Ratzinger, den neuen Präfekten der Glaubenskongregation. Darin wiederholte er seine Empfehlung, diesmal mit dem Argument, ein Skandal könne am besten durch Kiesles Entlassung vermieden werden. Die weitere Kommunikation verlief schleppend. Ratzinger selbst reagierte erst wieder im November 1985 und bat um mehr Bedenkzeit. 1987 stimmte er der Entlassung Kiesles schließlich zu.
Im Jahr 2002 wurde Kiesle erneut verhaftet und wegen 13 Fällen von Kindesmissbrauch in den 1960er and 1970er Jahren angeklagt; davon waren 11 Fälle verjährt. 2004 wurde Kiesle wegen Missbrauchs eines 15-jährigen Mädchens zu einer sechsjährigen Haftstrafe verurteilt. 2009 wurde er vorzeitig auf Bewährung entlassen, verstieß aber nach sieben Monaten gegen die Bewährungsauflagen und musste den Rest der Strafe absitzen. Danach galt er offiziell als Sexualstraftäter.
Im Jahr 2005 einigten sich acht von Kiesle geschädigte Personen mit dem Bistum Oakland auf Entschädigungszahlungen. Sie erhielten Beträge zwischen 1 Million und 1,5 Millionen US-Dollar. Diese Zahlungen mit Bezug zu Kiesle waren Bestandteil der Entschädigungen in Höhe von 56 Millionen US-Dollar, die das Bistum im Jahr 2005 insgesamt vereinbarte; davon waren etwa 57 Prozent durch Versicherungen abgedeckt.
Im August 2010 reichten sechs Frauen und ein Mann, die von Kiesle missbraucht worden waren, zwei getrennte Klagen gegen das Bistum Oakland ein. Eine der betroffenen Frauen war Kiesles 48-jährige Stieftochter Teresa Rosson. Sie warf Kiesle vor, er habe sie fast drei Jahrzehnte lang missbraucht, von 1972 (das Jahr seiner Priesterweihe, sie war damals elf Jahre alt) bis 2001. Kiesle hatte Teresas Rossons Mutter 1982 geheiratet und lebte mit ihr in einem Seniorenzentrum. Rosson sagte: „Niemand hat mich beschützt.“ Nach Auffassung der Kläger hätte das Bistum Oakland Kiesle an der Fortsetzung seines Verhaltens hindern können.
Im März 2020 verklagte ein 39-jähriger Mann, der 1985 als fünfjähriges Kind von Kiesle missbraucht worden war, den Täter Kiesle sowie das Bistum Oakland und den Altbischof Cummins.